# Rhodes (cantante)
David Rhodes, (Baldock, Reino Unido; 1988) más conocido por su nombre artístico Rhodes, es un cantautor británico. Lanzó su EP debut Raise Your Love a través de Hometown Records en octubre de 2013, seguido de otro bajo el título Morning a través de Rhodes Music el 12 de mayo de 2014. Su álbum debut Wishes fue lanzado el 18 de septiembre de 2015.

## Carrera musical

### 2013: primeros años y EPRaise Your Love
La música de Rhodes comenzó a difundirse a principios de 2013 cuando su maqueta «Always» fue incluida en la lista de reproducción de Amazing Radio y luego reproducida en la BBC Radio 1. Después de un período de apoyo a Rufus Wainwright, Laura Marling y Nick Mulvey en el Reino Unido, su EP debut Raise Your Love fue lanzado en el sello de Phil Taggart, Hometown Records en octubre de 2013.  

### 2014: EPMorningy actuaciones en vivo
El 12 de marzo de 2014, Rhodes lanzó la canción «Your Soul», que fue estrenada por Zane Lowe en BBC Radio 1 como «Next Hype», tomada de su segundo extended play Morning lanzado el 11 de mayo de 2014. En este EP, Rhodes grabó junto a Ian Grimble y Tim Bran/Roy Kerr, productores que anteriormente habían trabajado con personas como London Grammar and Daughter.  
En marzo y abril de 2014, Rhodes completó su primera gira por el Reino Unido, incluyendo 3 conciertos con entradas agotadas en Sebright Arms de Londres los días 8, 9 y 10 de abril de 2014. Apoyó a London Grammar en su gira por el Reino Unido (incluyendo uno de los espectáculos de O2 Academy Brixton Academy), así como a Sam Smith en el Reino Unido (en el Roundhouse) y en Europa (Ámsterdam y París). Rhodes también actuó en el Big Weekend de BBC Radio 1 en Glasgow en el escenario de presentación de la BBC el 25 de mayo y en el Festival de Glastonbury el 29 de junio en el escenario de Rabbit Hole.

### 2015– presente:Wishes
El 26 de junio de 2015, tocó en el Park Stage en el Festival de Glastonbury. En julio, el primer sencillo sacado de su álbum Wishes, «Close your Eyes», llegó al puesto número 85 en la lista de singles del Reino Unido. Una semana antes del lanzamiento de su álbum debut, Rhodes lanzó un dúo con Birdy, «Let It All Go». Alcanzó popularidad en muchos países y es su sencillo más exitoso hasta la fecha. Luego lanzó Wishes, que alcanzó su punto máximo en 24 en la lista de álbumes del Reino Unido.  
Rhodes apareció en el álbum de estudio debut de Kygo Cloud Nine, proporcionando la voz de la canción «Not Alone».
El 9 de junio de 2017, lanzó el sencillo, «Sleep Is a Rose», y el video musical de la canción, que se grabó en vivo, se lanzó el mismo día en el canal de Vevo de Rhodes en YouTube. El 23 de marzo lanzó una colaboración con el DJ alemán Alle Farben en una versión de la canción «H.O.L.Y.» del dúo de música country estadounidense Florida Georgia Line.

## Discografía

### Álbumes
| Título | Detalles | Mejores posiciones | Mejores posiciones | Mejores posiciones | Mejores posiciones | Mejores posiciones |
| Título | Detalles | Reino Unido        | BEL                | ALE                | SCO                | SWI                |
| ------ | --- | ------------------ | ------------------ | ------------------ | ------------------ | ------------------ |
| Wishes | - Fecha de lanzamiento: 18 de septiembre de 2015 - Discográfica: Rhodes Music / Ministry Of Sound - Formato: descarga digital, CD | 24                 | 78                 | 82                 | 28                 | 73                 |

### Extended plays
| Título              | Detalles |
| ------------------- | --- |
| Raise Your Love     | - Publicado: 28 de octubre de 2013 - Relanzado: 21 de marzo de 2014 - Discográfica: Hometown Records, Rhodes Music - Formato: descarga digital, LP |
| Morning             | - Publicado: 11 de mayo de 2014 - Discográfica: Rhodes Music - Formato: descarga digital, LP                                                       |
| Home                | - Publicado: 19 de octubre de 2014 - Discográfica: Rhodes Music - Formato: descarga digital, LP                                                    |
| Turning Back Around | - Fecha de lanzamiento: 12 de abril de 2015 - Discográfica: Rhodes Music - Formato: descarga digital, LP                                           |
| I’m Not OK          | - Fecha de lanzamientoː 10 de julio de 2020 |

### Sencillos
| 2014                                                                           | «Raise Your Love» (Live From Burberry Fashion Show) | -  | -  | -  | -  |    | N/A        |
| 2015                                                                           | «Close Your Eyes»                                   | 85 | -  | -  | 77 | -  | Wishes     |
| 2015                                                                           | "Let It All Go"(con Birdy )                         | 58 | 33 | 53 | 23 | 14 | Wishes     |
| 2016                                                                           | «Your Soul (Holding On)» (con Felix Jaehn)          | -  | -  | -  | -  |    | N/A        |
| 2017                                                                           | «Sleep Is a Rose»                                   | -  | -  | -  | -  |    | TBA        |
| 2018                                                                           | «H.O.L.Y.» (con Alle Farben )                       | -  | -  | -  | -  |    | N/A        |
| 2020                                                                           | «"This Shouldn't Work»                              | -  | -  | -  | -  | -  | I’m Not OK |
| 2020                                                                           | «Love You Sober»                                    | -  | -  | -  | -  | -  | I’m Not OK |
| «-» denota un sencillo que no alcanzó una posición considerable o no se lanzó. |                                                     |    |    |    |    |    |            |